# Преображенская церковь (Старочеркасская)
Церковь Преображения Господня (Ратная, Ратненская церковь) — православный храм в станице Старочеркасской Ростовской области, одна из архитектурных достопримечательностей станицы — первая на Дону каменная церковь. Была возведена на месте сгоревшей деревянной Ильинской церкви, теми же московскими мастерами, что строили и колокольню Воскресенского собора.

## История строительства

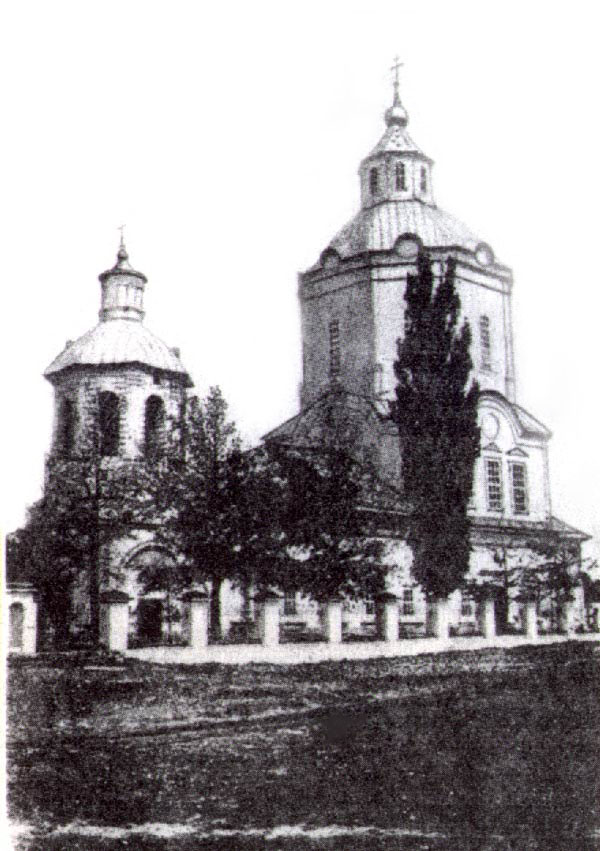
Фотография церкви начала XX века

Преображенская (Ратная церковь) находится рядом с Ратным кладбищем, которое было образовано в XVII веке и действует по настоящее время. Знаменито тем, что на ней похоронены многие донские герои. Название церковь получила по Ратному урочищу, где издавна собирались казачьи рати перед походами. По историческим источникам известно что в 1673 году на холмах чуть севернее Черкасска был выстроен полковником и инженером Альбрехтом Шневецом «Ратный» городок с населением около 6000 человек. Причиной образования поселения стало объединение донских казаков и царского войска в борьбе против турок в Азове. По окончании исхода в 1677 году войска из гарнизона, на месте поселения образовалось кладбище. Ходят легенды что на данном кладбище погребены атаманы Наум Васильев и Осип Петров.
В 1701 году была возведена Ратная церковь в честь Ильи Пророка с граничащими пределами Фрола и Лавра. Дата постройки указана в челобитной войска Донского царю Петру I. Казаки просят пригласить к выстроенной церкви священников. Местные архивы говорят о том что Ратная церковь была деревянной по состоянию на 1718 год. С 1735 года церковь стала указываться на картах Черкасска. Можно учесть подтверждённые данные священника Старочеркасского собора с 1841 по 1872 годы.

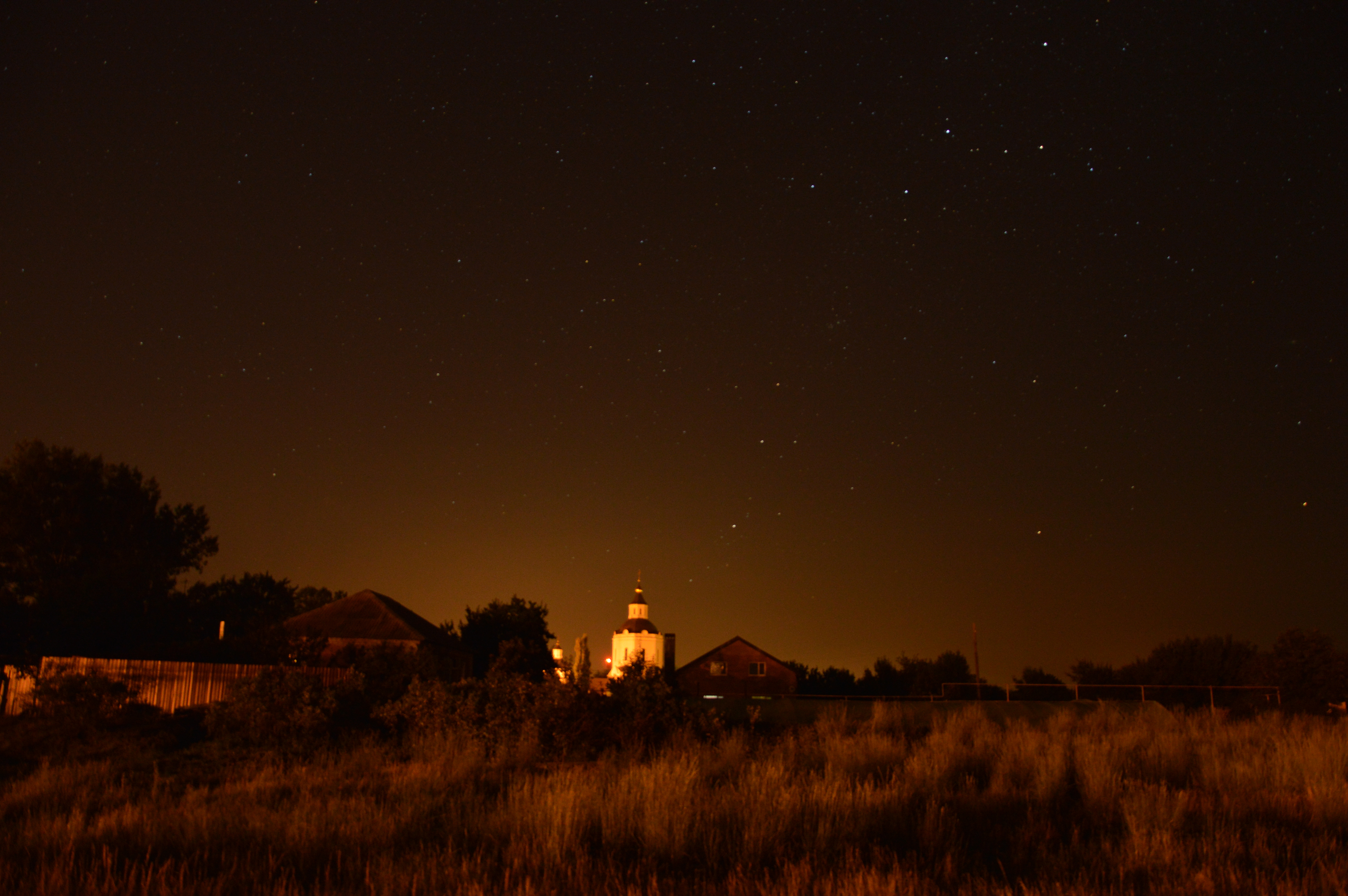
Ночной вид на церковь с восточной стороны

По указу Елизаветы от 31 мая 1744 года в Черкасске начинается строительство каменной церкви. Колокольня церкви была построена в 1751 году. Участниками строительства стали один мастер, восемь каменщиков и два штукатура. При строительстве было привезено 200 пудов (3 276 кг) меди и олова для изготовления колоколов в Воронеже. При этом были выделены денежные средства военной коллегией на доставку в Воронеж материалов. Церковь по некоторым источникам сгорела при пожаре 12 августа 1744 года. Сгоревшей каменной церковью, названной в документе, указывается Собор. Там находились жалованные грамоты, клейноты войска Донского, «которые подлинно все погорели». До сих пор не уточнено какая из церквей сгорела. Огонь охватил и Ратненскую церковь, находившуюся за пределами города, определяемой крепостными стенами. Об этом свидетельствуют как В. Сухоруков, так и Г. Левитский. В 1748 году был очередной пожар. К 1781 году церковь была восстановлена. «Ведомости о церкви» рассказывают что за 1879 год прихожанами Преображенской церкви были: казаки православные — 1481 человек, из них 762 женщины, крестьяне — 11 человек, иногородние — 182 человека, в том числе 88 женщин. В этом же году в Воскресенском соборе приход церкви составляли 815 православных казаков, в том числе 461 женщина, иногородние — 73 человека, из них 36 женщин.

## Интерьер

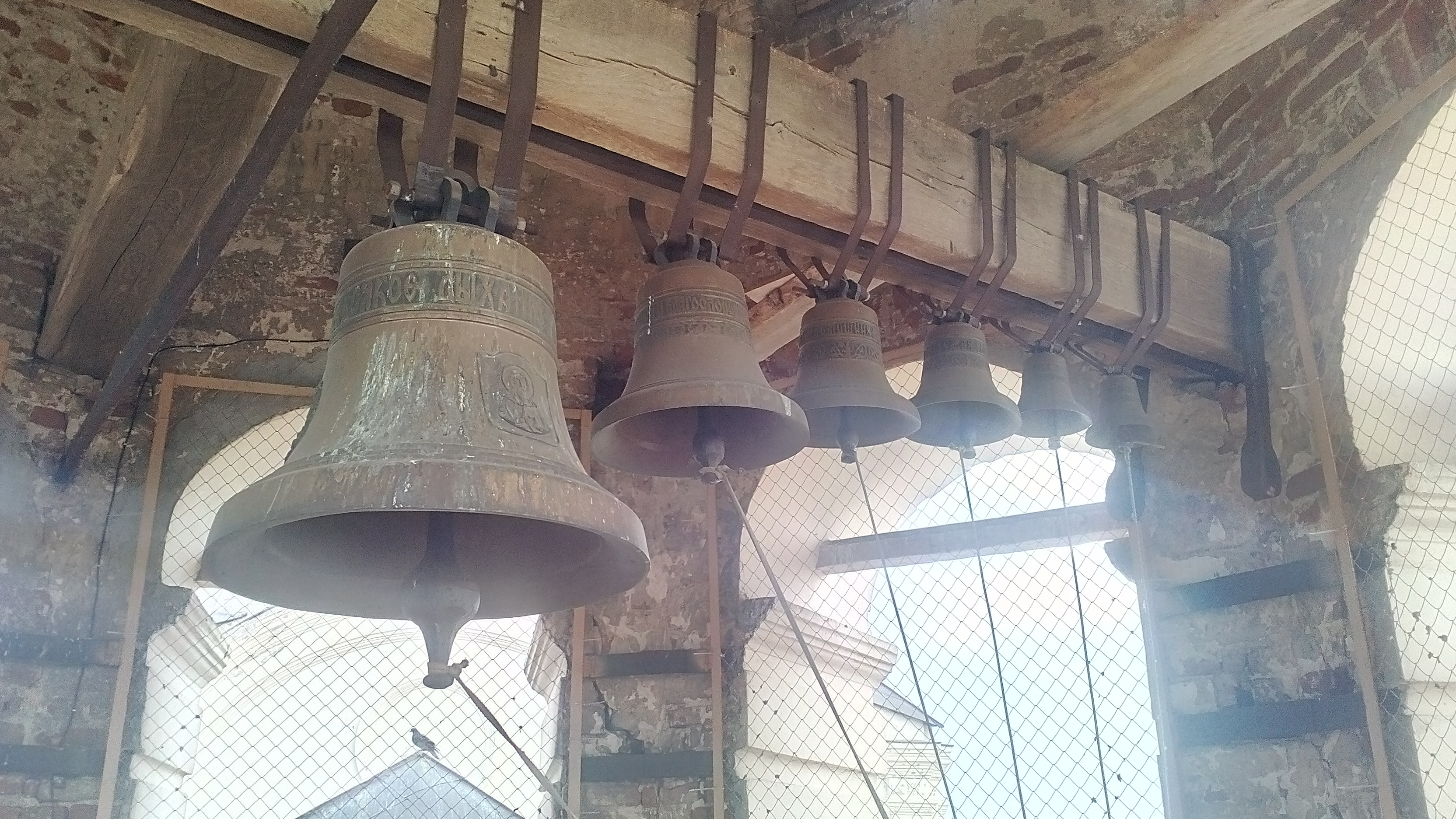
Колокола церкви

До современного времени интерьер не сохранился. По рассказам очевидцев там был резной золоченный иконостас. Перед царскими вратами была выдвинута на два метра огромная колонна, упирающаяся в самый свод купола. К концу XVIII века активно велись реставрационные работы в церкви, и уже к 1789 году войско Донское заготовило материалы (известь с 300 возами песка). Кровля была реставрирована летом 1790 года. Было доставлено 140 железных прутьев. К зиме 1790 года был проведен аукцион на деформированные колокола с весом в 16,5 кг и 327,5 кг. От продажи денежные средства должны пойти на реставрацию. Воронежский купец третьей гильдии Пётр Алексеевич Агопонов 3 октября 1790 года помог доставить три колокола для Преображенской и Донской церкви весом 327,5 кг, 491,5 кг и 819 кг. Работы по иконостасу и изготовление решёток начались лишь в 1792 году. Казак Прохор Пудавов в 1860-х годах по контракту о ремонте храма получил 857 рублей 75 копеек серебром, как пишут документы тех времён. Храм подтапливался в 1917 году. Вода в то время поднималась на 50 см.
В советское время, в 1972—1979 годах, реставраторы профессионалы, провели колоссальную работу, восстановили древнейший храм на берегу Дона. В наше время началась новая реставрация храма (в 2005 году), которая продолжалась по состоянию на 2020 год.